# Alain Coelho
Alain Coelho est un écrivain français d'origine italo-portugaise, né à Tunis le 29 septembre 1953.

## Origines
Son père est un militaire français de parents portugais réfugiés en France en 1914 et sa mère est issue d'une famille italienne installée à Bizerte (Tunisie). Alain Coelho naît à Tunis le 29 septembre 1953, pendant la fin du protectorat français. Cantonné ses toutes premières années sur une base militaire près de l'aéroport de Tunis en raison des mouvements d'indépendance, Alain Coelho arrive en France à 5 ans en 1958.
Il vit en Dordogne, en Bretagne, puis à Nantes où il sera élève au lycée Clemenceau.

## Études
Il fait des études de lettres classiques, de psychologie, de théologie, enfin de lettres modernes. En 1978, il s'intéresse aux questions d'édition, se consacre à des fictions personnelles, à des traductions du grec et du latin, travaille sur l’œuvre de Marcel Proust, sur le romantisme et sur le symbolisme.

## Activités
En 1979, il crée avec Franck Lhomeau la maison d'édition Le Temps singulier, dont il assure la direction littéraire. Il rencontre Cioran, Hector Bianciotti et Julien Gracq, auxquels il demeurera lié jusqu'à leur mort. Il publie en 1981 son roman Les Vagues ampleurs du temps aux éditions Le Temps singulier, puis diverses contributions, préfaces, sera l'éditeur et collaborateur de Serge Gainsbourg pour les éditions Denoël, Le Temps singulier, Gallimard. Il publiera chez 10/18 deux recueils de Textes critiques de Proust, une anthologie sur la poésie antique aux éditions Gallimard, en 1985 un roman noir chez Balland, La Dernière Limite.
Il exerce diverses activités, notamment dans le domaine de l'audiovisuel, et ponctuellement il enseigne.
En 1987, il fait paraître Je de Nazareth ou la Lettre et l'ombre aux éditions Olivier Orban. Écrit à la première personne, l'ouvrage tente de retracer de l'intérieur ce que, de l'extérieur, ont étudié historiens et théologiens (argumentaire de l'éditeur). Le roman est noyé dans le scandale médiatique du film de Martin Scorsese, La Dernière Tentation du Christ et, les stocks brûlant accidentellement, il ne sera pas réimprimé.
En 1988, il publie un recueil de fictions sous le titre La Mort de Sardanapale aux éditions Siloë et, avec Franck Lhomeau, l'ouvrage Marcel Proust à la recherche d'un éditeur aux éditions Olivier Orban ainsi que plusieurs textes sur Julien Gracq de 1986 à 1988, dont un entretien, l'ensemble repris et augmenté dans son essai Julien Gracq, appareillage qui sera publié aux éditions Joseph K en 1997. Lauréat Villa Médicis hors les murs, il est boursier écrivain du ministère des Affaires étrangères en 1988 et 1989 et séjourne en Égypte.
Il participe en 1992 et 1993 à la création de la maison d'édition Joseph K, où il sera l'éditeur des Aphorismes de Kafka et de la première parution française des essais critiques de Knut Hamsun sous la traduction de Régis Boyer. En 1995, y abandonnant toute activité d'éditeur, se consacrant entièrement à l'enseignement et à ses travaux personnels, il fait paraître chez Joseph K un essai Arthur Rimbaud fin de la littérature, préfacé par Jean-Luc Steinmetz, et en 2000 un roman, Scènes de la fin du jour.
Il publie parfois sous pseudonyme, notamment sous le nom de Scotto, qui est le nom de sa mère, aux éditions Les Indés.